# Pisara fuscibasis
Pisara fuscibasis är en fjärilsart som beskrevs av George Thomas Bethune-Baker 1904. Pisara fuscibasis ingår i släktet Pisara och familjen trågspinnare. Inga underarter finns listade i Catalogue of Life.